# Bay City (Michigan)
 For alternative betydninger, se Bay City. (Se også artikler, som begynder med Bay City)
Bay City er en by i den amerikanske delstat Michigan. Byen er centreret om Saginaw-floden og er den sidste større by inden den løber ud i Saginaw Bay i Lake Huron. Byen ligger i det centrale Michigan og udgør med de nærliggende byer Saginaw og Midland et metropolsk område kendt som the Greater-Tri-Cities.   
Byen er kendt for at være fødeby til den amerikanske sangerinde og entertainer Madonna